# Reidlingberg
Reidlingberg ist eine Ortschaft und eine Katastralgemeinde der Gemeinde Wang im Bezirk Scheibbs in Niederösterreich.

## Geschichte
Laut Adressbuch von Österreich waren im Jahr 1938 in der Ortsgemeinde Reidlingberg zwei Landwirte mit Direktvertrieb ansässig.

## Siedlungsentwicklung
Zum Jahreswechsel 1979/1980 befanden sich in der Katastralgemeinde Reidlingberg insgesamt 97 Bauflächen mit 25.014 m² und 99 Gärten auf 285.517 m², 1989/1990 gab es 96 Bauflächen. 1999/2000 war die Zahl der Bauflächen auf 261 angewachsen und 2009/2010 bestanden 215 Gebäude auf 330 Bauflächen.

## Bodennutzung
Die Katastralgemeinde ist landwirtschaftlich geprägt. 435 Hektar wurden zum Jahreswechsel 1979/1980 landwirtschaftlich genutzt und 200 Hektar waren forstwirtschaftlich geführte Waldflächen. 1999/2000 wurde auf 427 Hektar Landwirtschaft betrieben und 229 Hektar waren als forstwirtschaftlich genutzte Flächen ausgewiesen. Ende 2018 waren 407 Hektar als landwirtschaftliche Flächen genutzt und Forstwirtschaft wurde auf 232 Hektar betrieben. Die durchschnittliche Bodenklimazahl von Reidlingberg beträgt 31,8 (Stand 2010).